# Церковь Святых Петра и Павла (Остенде)
Церковь Святых Петра и Павла (нидерл. Sint-Petrus-en-Pauluskerk) — главный католический храм бельгийского города Остенде, возведённый в 1908 году по проекту архитектора Луи Деласенсери (1838—1909) в стиле неоготики по образцу Кельнского собора и венской Вотивкирхе. Размеры здания: длина — 70 м, ширина — 36 м, высота башен — 72 метра.
Решение о строительстве новой церкви было принято королём Леопольдом II после того, как её предшественница, церковь св. Петра, 14 августа 1896 года сгорела в пожаре. Основные строительные работы велись с 1899 по 1905 год. В присутствии Леопольда II 4 сентября 1905 года церковь была открыта, а через 3 года, 31 августа 1908 года, храм освятил епископ Брюгге Уоффелэерт. 
Церковь Святых Петра и Павла была построена в неоготическом стиле по проекту, вплоть до детального планирования, городского архитектора Луи де Ла Сенсери (Delacenserie) (1838—1909). Архитектор сначала отказался от работ, под предлогом нехватки времени, но под давлением со стороны Леопольда II, он согласился. Планы архитектора были сильно детализированы. Был точно составлен план каждого камня, каждого декоративного элемента. Луи де Ла Сенсери уменьшил пропорции высокого готического собора до монументальной церкви с совершенными пропорциями.
План этажа был составлен основе латинского креста с высотой главного нефа немного большей, чем двух боковых проходов. Церковные башни возвышаются на высоту 72 м. Храм был построен из известняка из района Мааса. Этот материал уже использовался в римские времена для дачных построек. Этот материал также хорошо подходит для мелкой обработки. Кроме того, в строительстве использовался также кирпич, бельгийский камень и розовый гранит.
Монументальный фасад храма ориентирован на восток, в отличие от большинства храмов, которые, как правило, направлены на запад. Фасад имеет три входа, символизирующих Святую Троицу и украшен стрельчатыми и лепестковыми узорами. Скульптор Жан-Батист Ван Винт (Wint) изваял для фасада скульптуры Святого Петра, Деву Марию и Св. Павла. В верхней части фасада расположено окно в форме розы с витражами в окружении готических ложных окон.

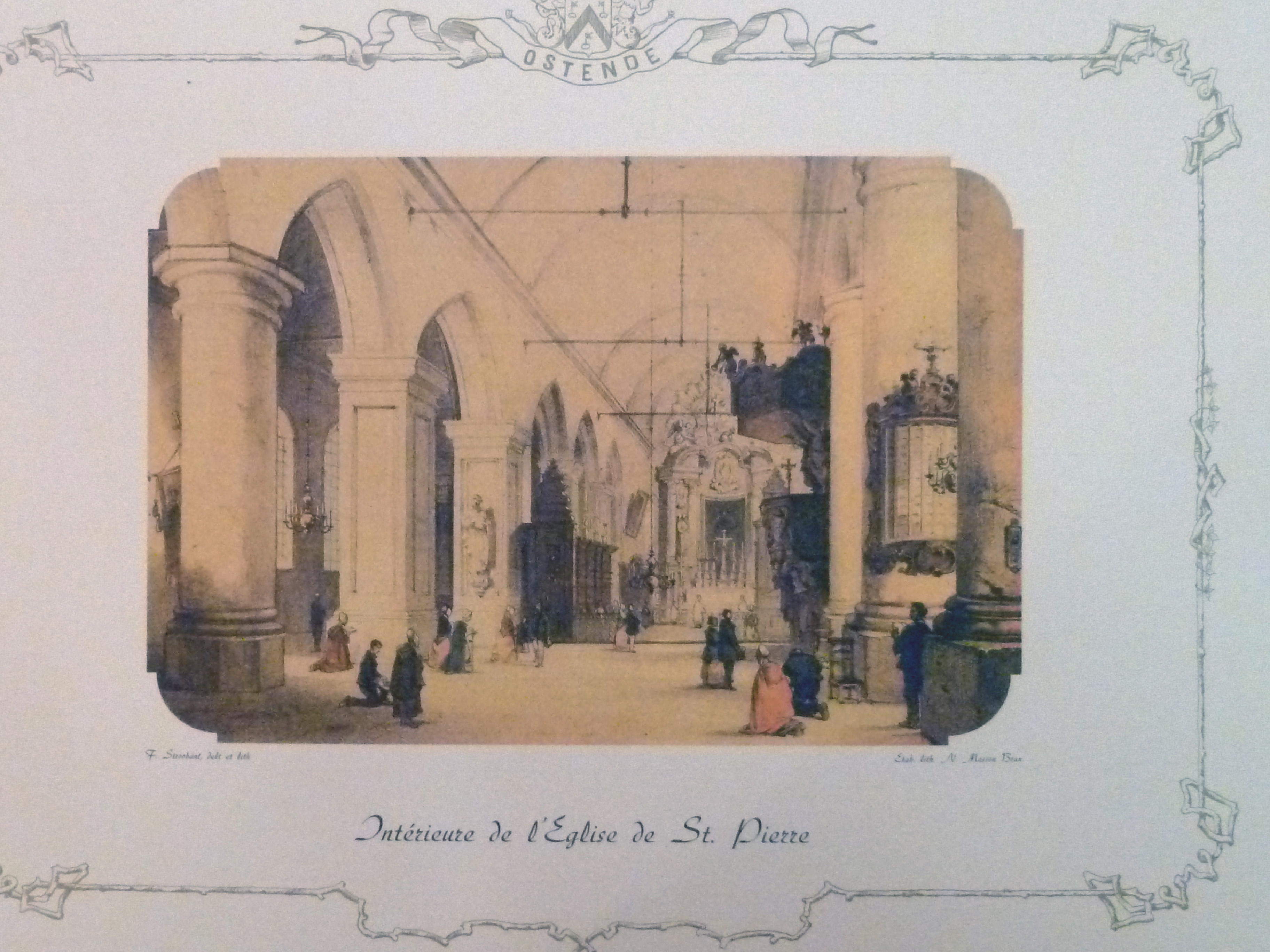
Внутреннее убранство церкви Святых Петра и Павла. Уничтожено пожаром 1896 года

В церкви Святых Петра и Павла представлены все характерные черты готического храма: аркбутаны, контрфорсы, перила у основания крыши, гаргулий (водосточных желобов, скульптурно оформленных в виде гротескных персонажей) и множество флеронов (резных декоративных элементов в форме креста) и лиственных орнаментов в форме цветков, бутонов, листьев, украшающих башенки и карнизы храма в готическом или неоготическом стиле.
Свод нефа храма состоит из четырёх частей, характерных для французской высокой готики. Мебель в храме выполнена по проекту архитектора в неоготическом стиле. Мебель была сделана мастерами из Антверпена и Брюгге.
Оригинальные витражи храма были разрушены в Первую и Вторую мировой войны. Оригинальное окно сохранилось только в мавзолее. Все витражи выполнены заново художником Майклом Мартенсом (Martens) (1921—2006).
Внутри храма на стене слева от алтаря есть витражи всех бельгийских королей и королевы Луизы-Мари. Нет только короля Альберта II и короля Филиппа I.
За церковью, как её продолжение, расположена неоготическая часовня с гробницей Луизы-Марии, первой королевы Бельгии. Она умерла в Остенде 11 октября 1850 года. Высота гексагональной часовня с ребристым куполом составляет 28 метров. Внешний вид часовни украшен элементами готики. В контрфорсе есть четыре открытые статуи четырёх святых-королев, написанных Jan Baptist Van Wint.
С 30 декабря 1960 года храм охраняется государством. Храм реставрировался с 1976 по 2003 год.
В 1922 году на площади перед церковью был установлен памятник жертвам Первой мировой войны скульптора Pieter Braecke (1859—1938). В 1968 году этот памятник был снесён. Бронзовая статуя солдата от памятника перенесена в Исторический музей Остенде. С 2000 года рядом с церковью установлены горельефы с бюстами короля Альберта I и королевы Елизаветы.

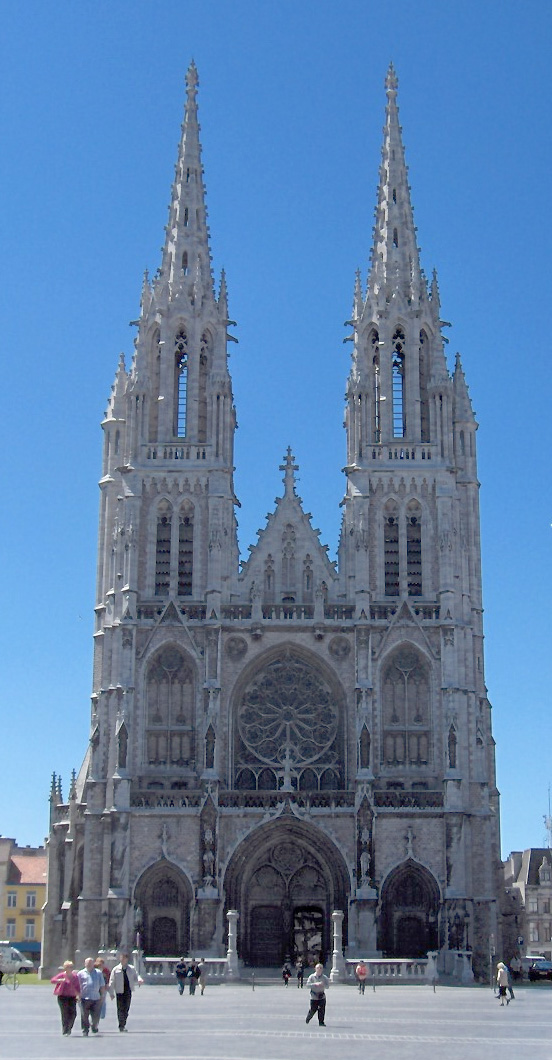
Фасад
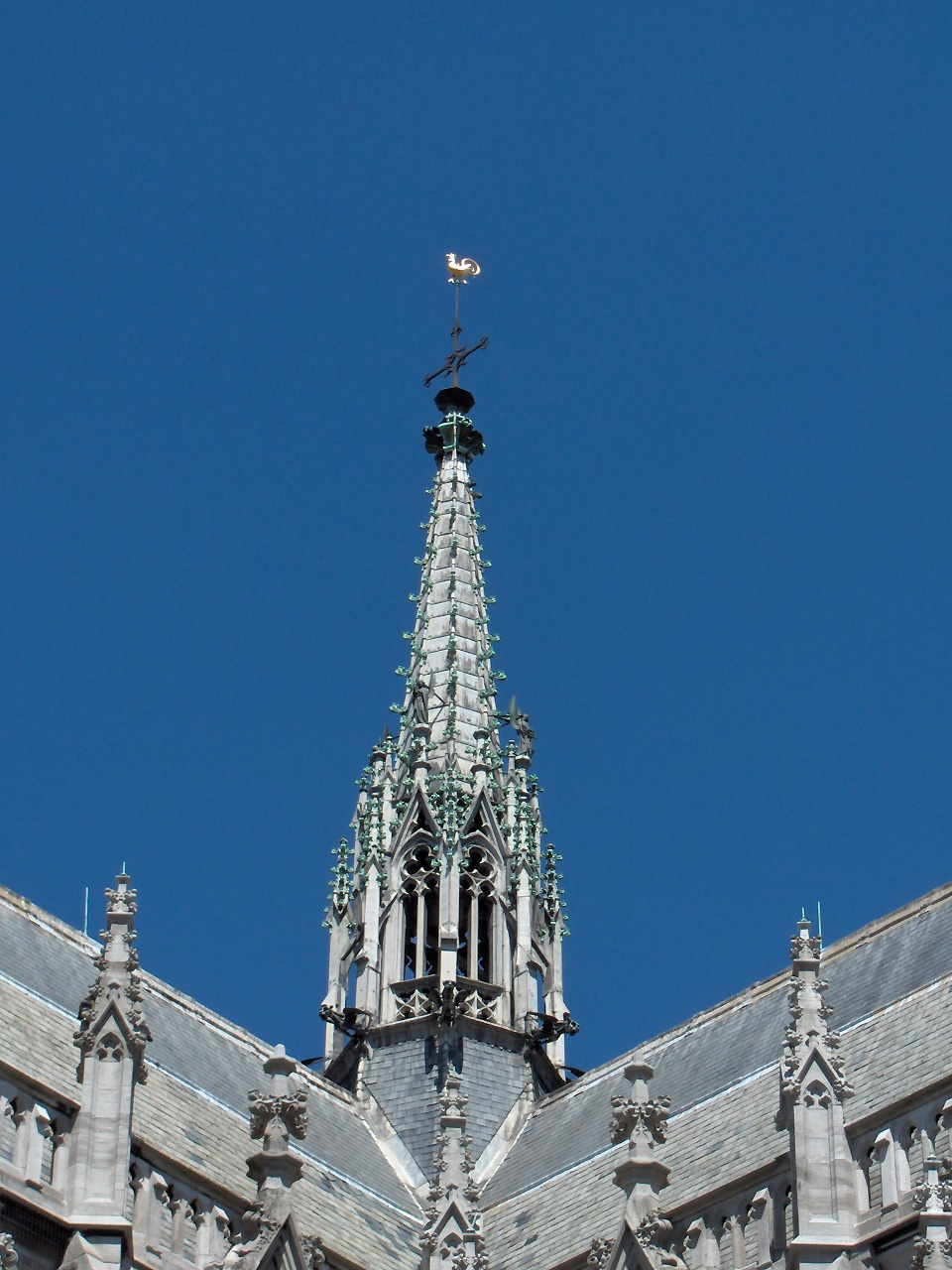
Церковь Святых Петра и Павла. Элементы храма
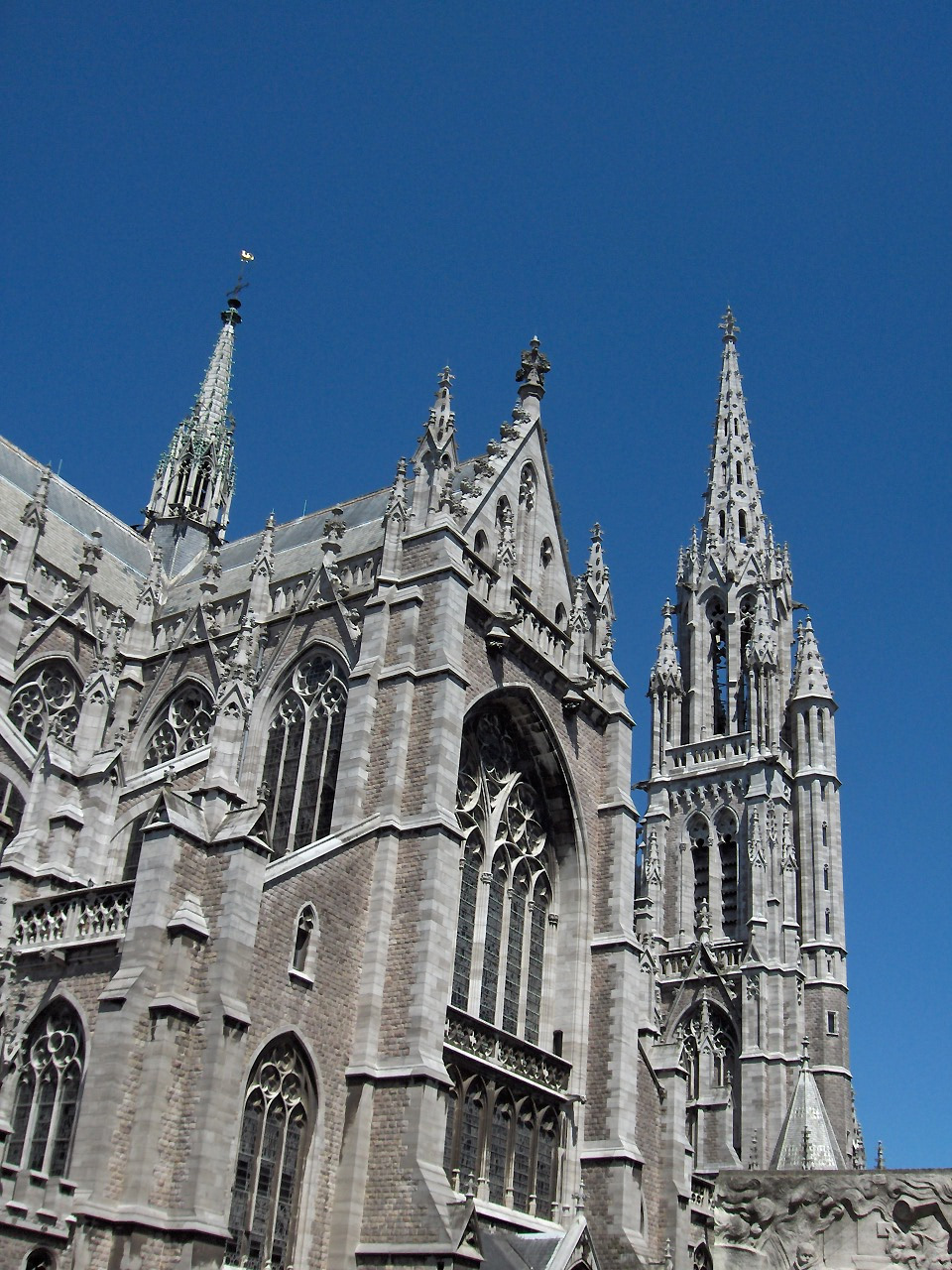
Церковь Святых Петра и Павла. Элементы храма
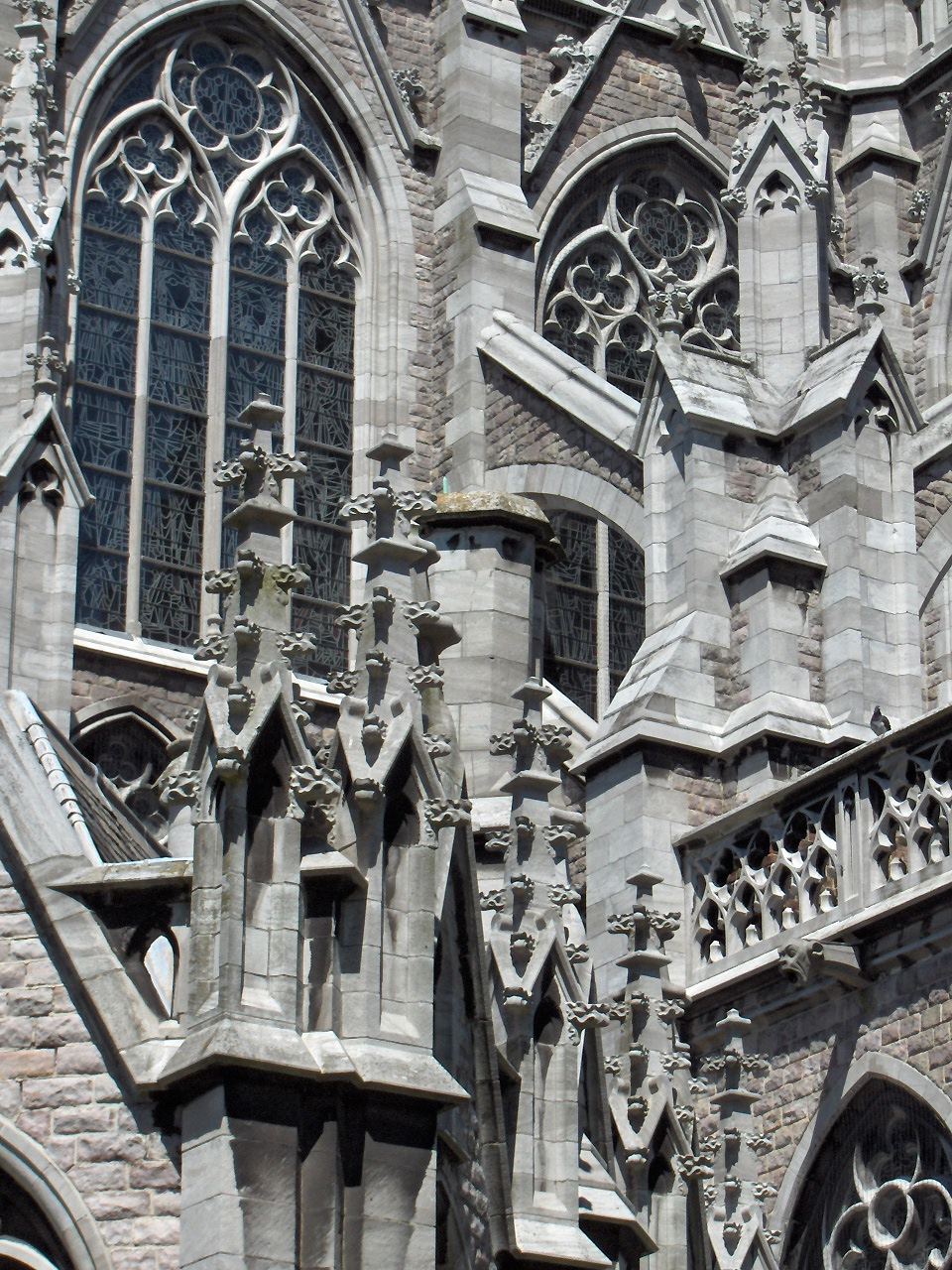
Церковь Святых Петра и Павла. Элементы храма
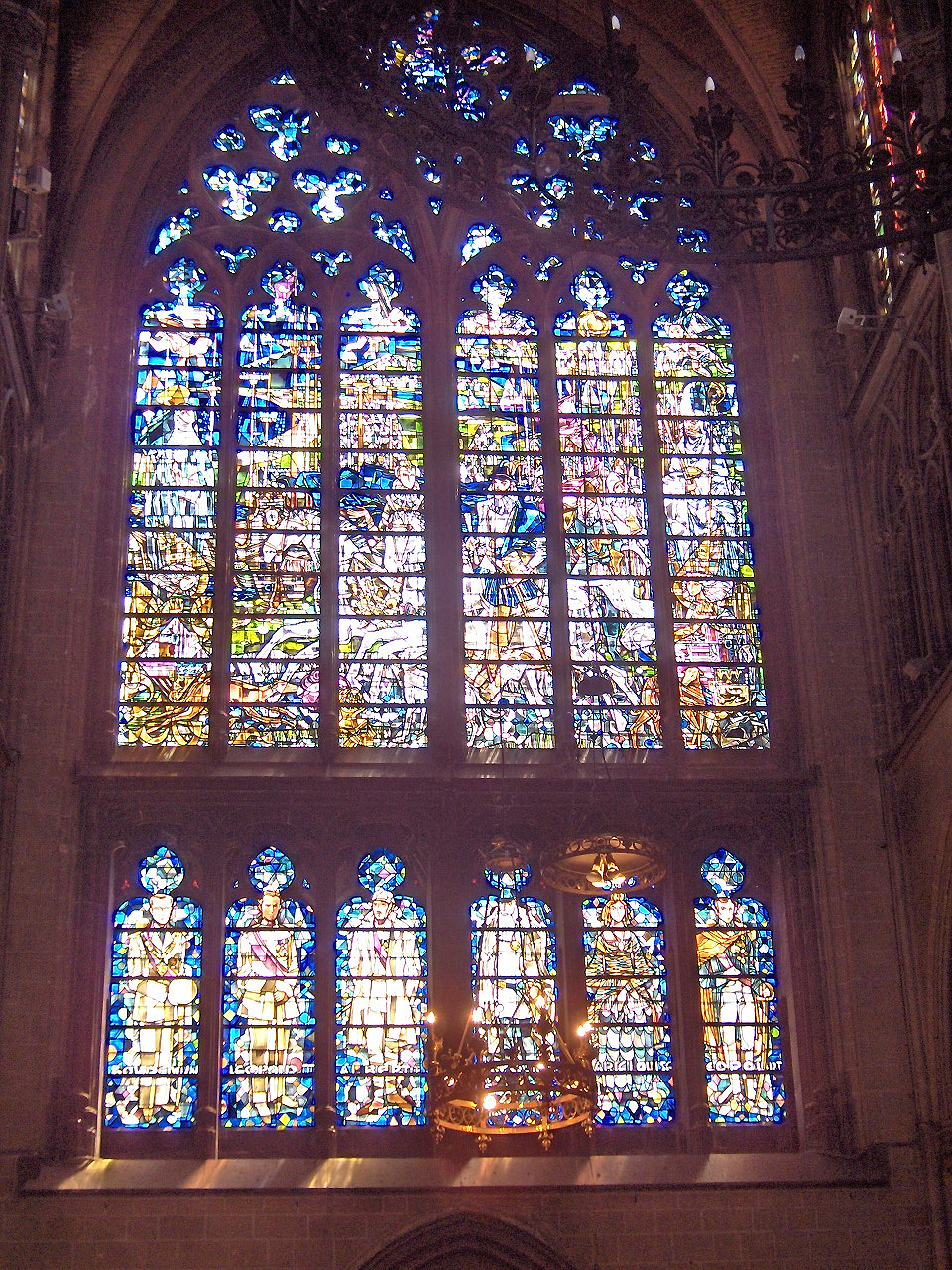
Церковь Святых Петра и Павла. Элементы храма
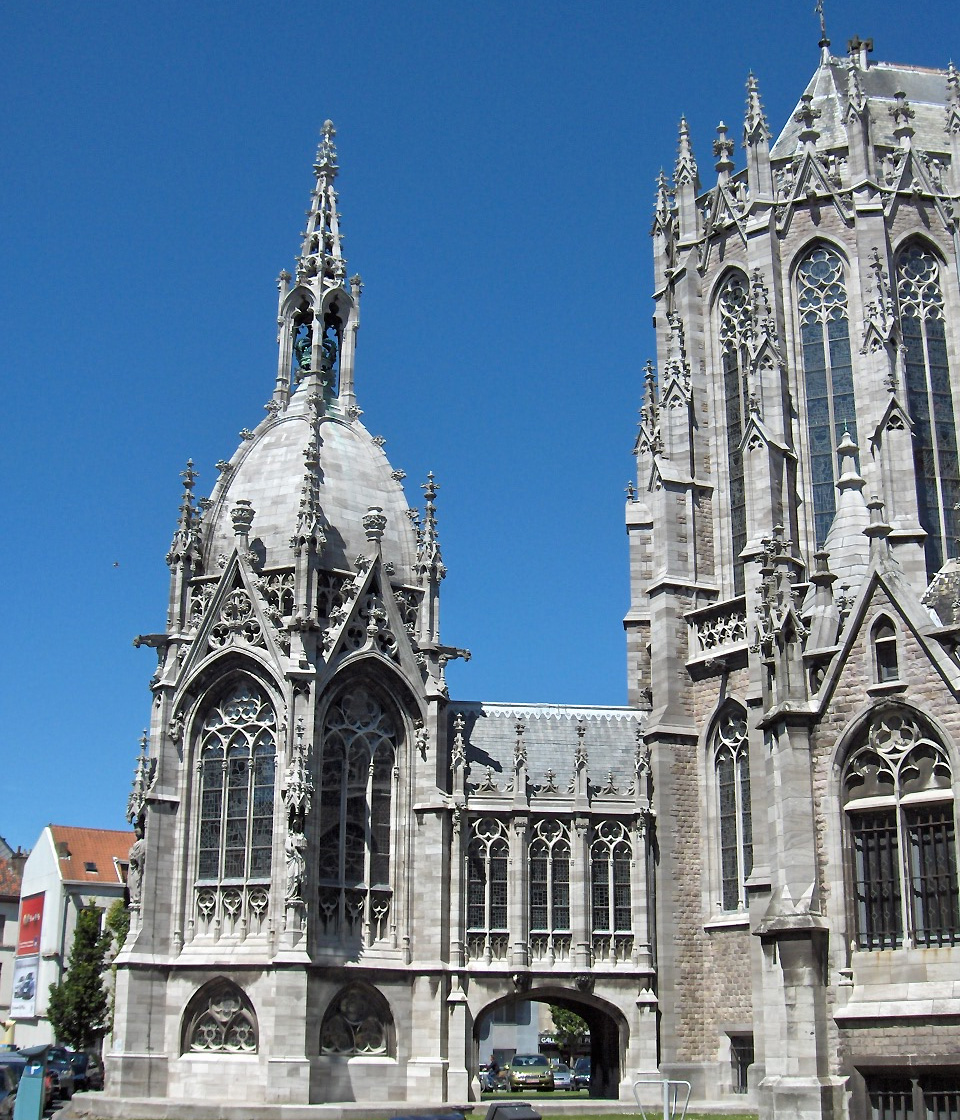
Церковь Святых Петра и Павла. Элементы храма. Мавзолей королевы Louise-Marie
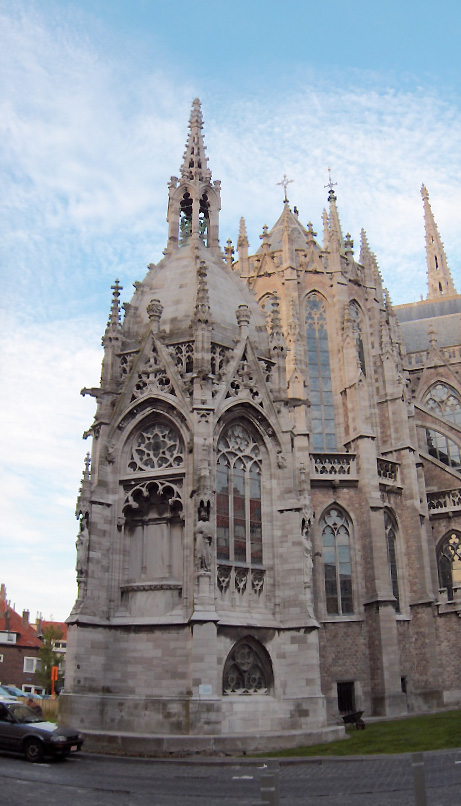
Мавзолей королевы Louise-Marie
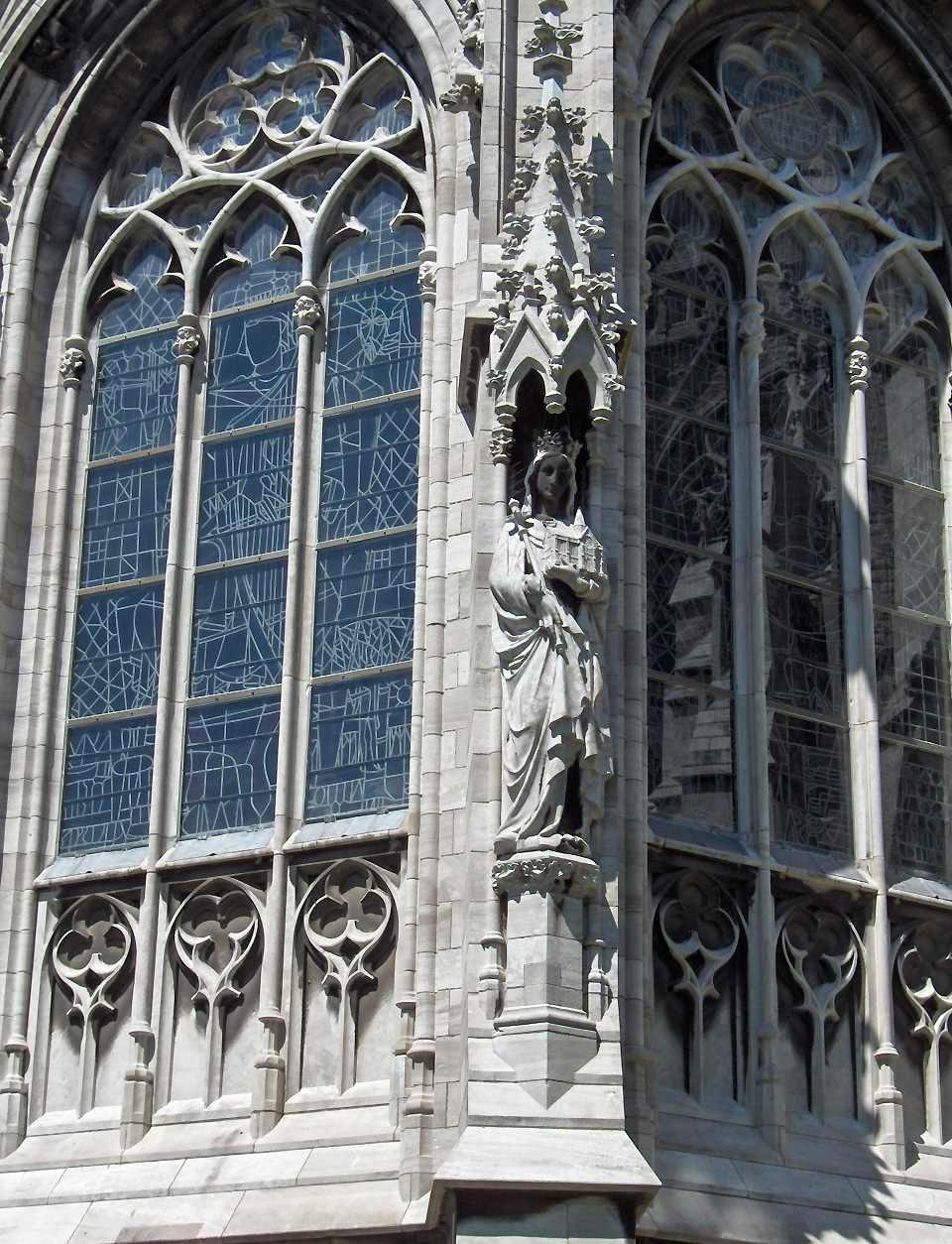
Мавзолей королевы Louise-Marie
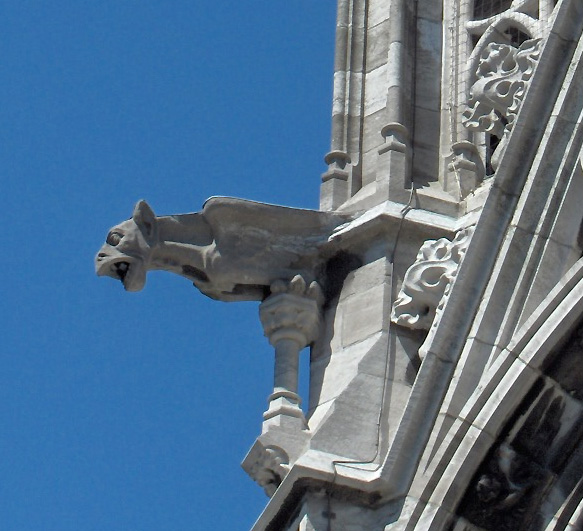
Мавзолей королевы Louise-Marie
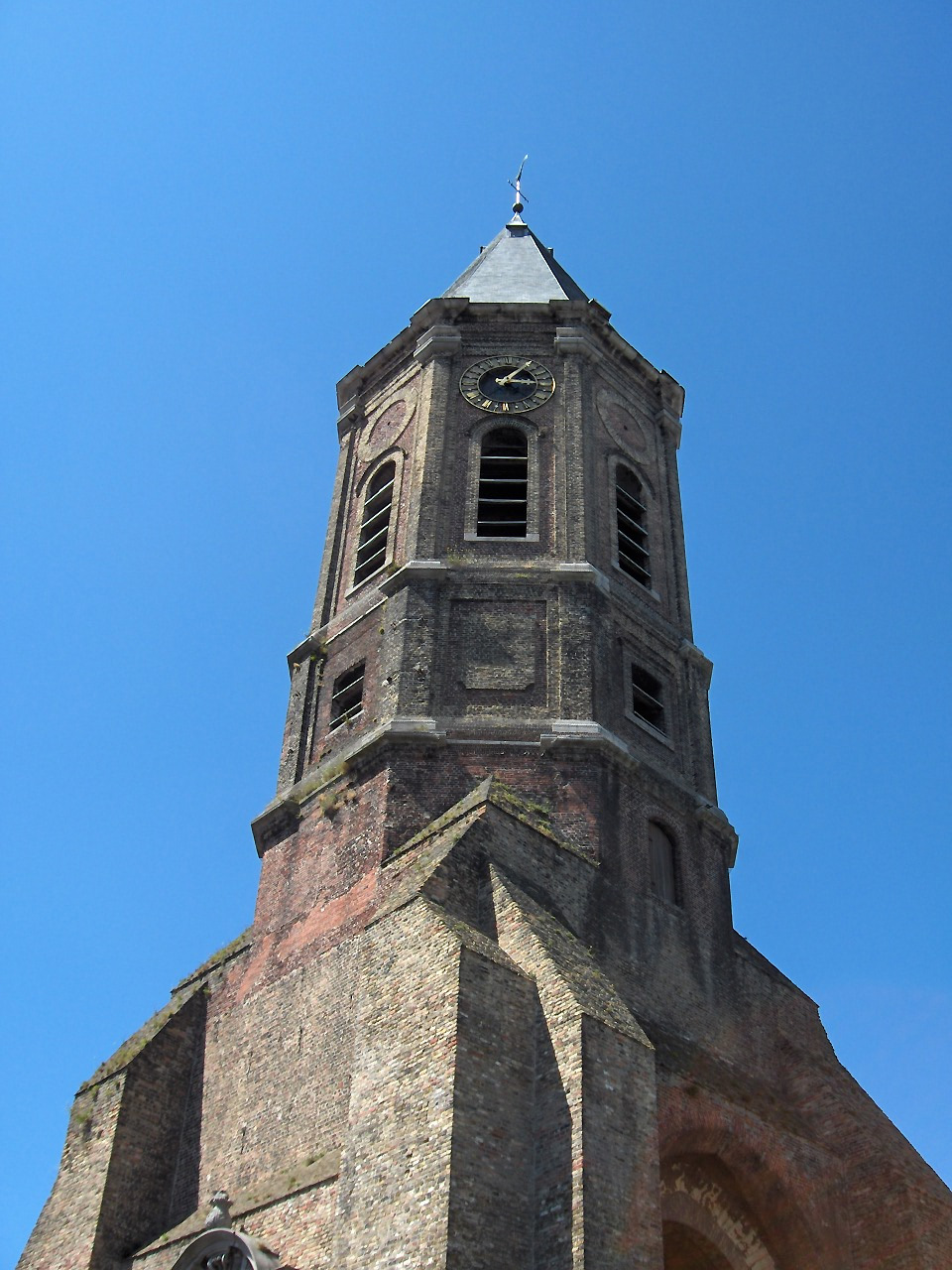
Sint-Pieterstoren (Peperbusse)
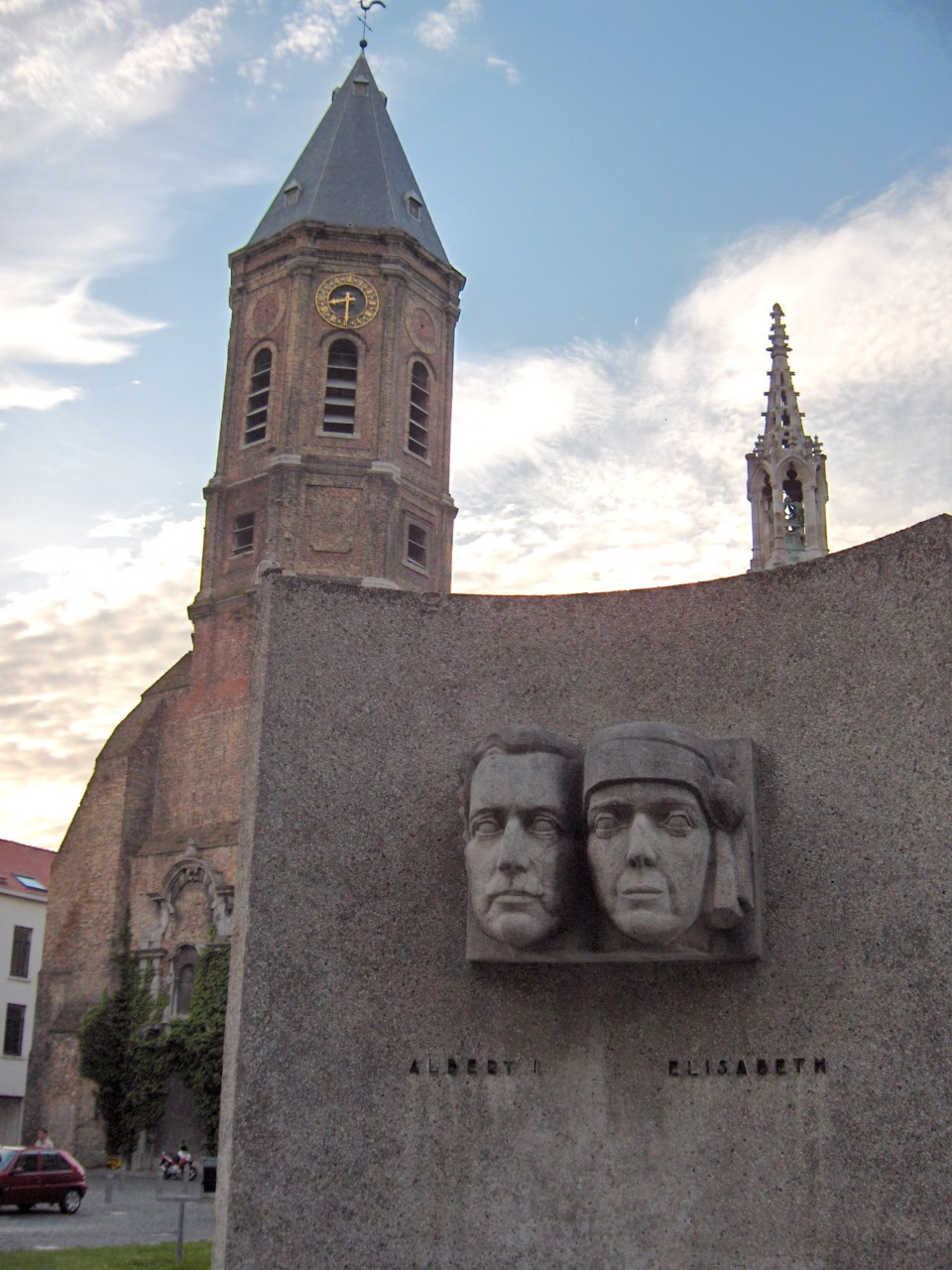
Памятник Жертвам войны — бронзовый бюст Альберта I и Елизаветы
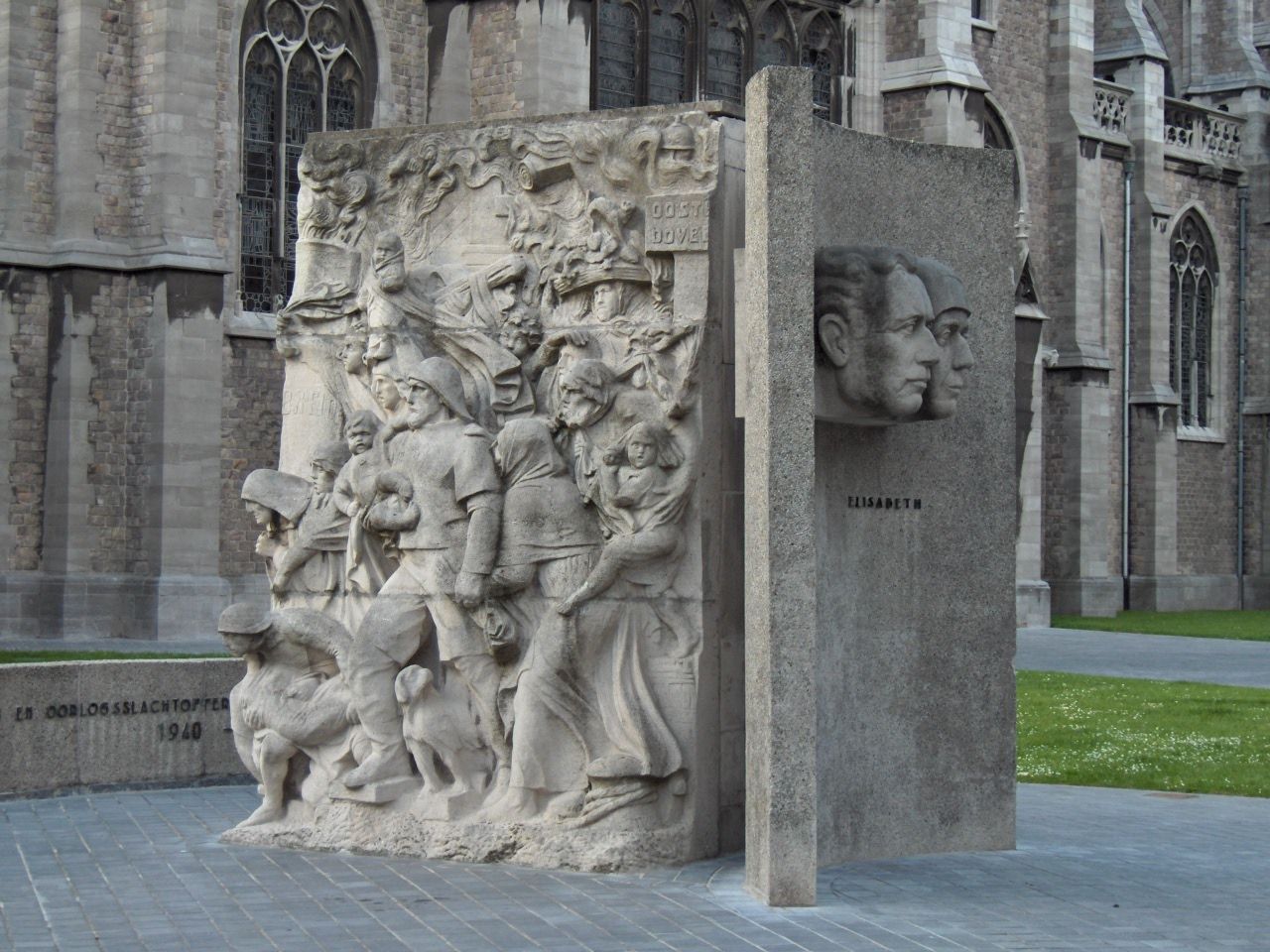
Памятник Жертвам войны
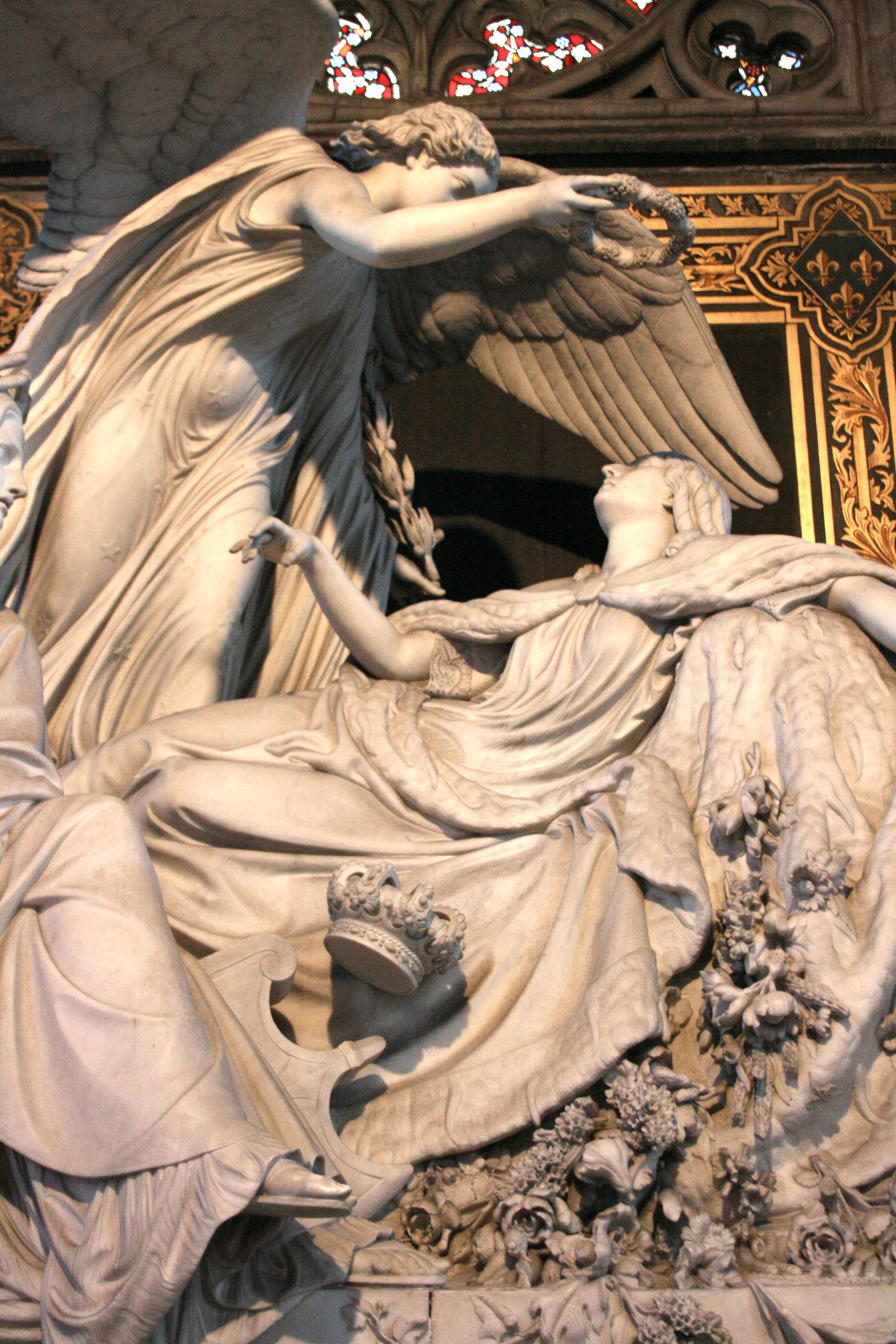
Мавзолей королевы Louise-Marie. Элементы храма